# The Outsider (1931)
The Outsider é um filme britânico de 1931, do gênero drama, dirigido por Harry Lachman, com roteiro dele e de Alma Reville baseado em peça teatral de Dorothy Brandon.

## Sinopse
Paralítica incurável cujo pai é cirurgião famoso conhece médico de métodos alternativos e sonha com a cura, mas para seu pai ele é um charlatão.